# Gabriel de Bulgaria
Gabriel o Gavril (en búlgaro: Гаврил) fue un noble búlgaro, segundo hijo del kniaz (príncipe) Boris I de Bulgaria y la princesa María. Sus hermanos fueron Vladimir I, Simeón I, Jacobo, Eufrasia y Ana. Se desconoce por qué Boris no colocó en el trono a Gabriel después que su hermano Vladimir fuera depuesto, ya que el sucesor fue su hermano menor Simeón. Existe la hipótesis que los miembros de la dinastía de los Cometopulos fueron descendientes de Gabriel.